# Diocèse de Celaya
Le diocèse de Celaya (en latin : Dioecesis Celayensis ; en espagnol : Diócesis de Celaya) est un diocèse de l'Église catholique du Mexique, suffragant de l'archidiocèse de León.

## Territoire

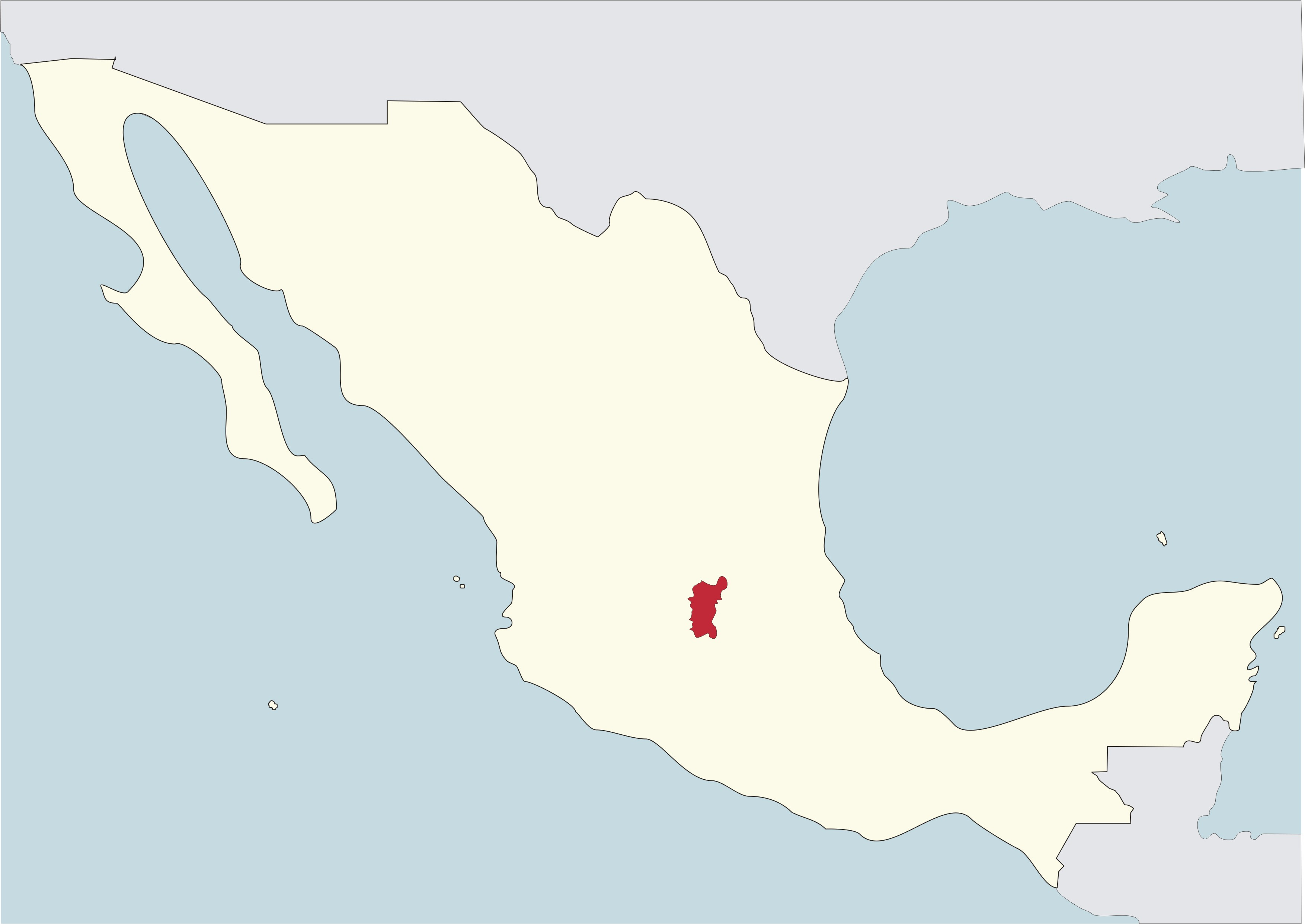
Le diocèse de Celaya en rouge sur la carte du Mexique

Il comprend les municipalités d'Apaseo el Alto, Apaseo el Grande, Celaya, Comonfort, Cortazar, Dolores Hidalgo, San Diego de la Unión, San Luis de la Paz, San Miguel de Allende, Santa Cruz de Juventino Rosas et Villagrán de l'État de Guanajuato.
Il possède un territoire d'une superficie de 8 768 km2 divisé en 83 paroisses. Le siège épiscopal est dans la ville de Celaya où se trouve la cathédrale de l'Immaculée-Conception (es).

## Historique
Le diocèse est érigé le 13 octobre 1973 par la constitution apostolique Scribae illi du pape Paul VI en prenant une partie du territoire du diocèse de León (aujourd'hui archidiocèse de León) et de l'archidiocèse de Morelia.
Nommé suffragant de l'archidiocèse de San Luis Potosí lors de sa création, il intègre la province ecclésiastique de l'archidiocèse de León le 25 novembre 2006 en vertu de la constitution apostolique Mexicani populi du pape Benoît XVI.

## Évêques
- Victorino Álvarez Tena (14 février 1974 - 4 novembre 1987)
- Jesús Humberto Velázquez Garay (28 avril 1988 - 26 juillet 2003)
- Lázaro Pérez Jiménez (26 juillet 2003 - 25 octobre 2009)
- Benjamín Castillo Plascencia (29 avril 2010 - 12 juin 2021)
- Víctor Alejandro Aguilar Ledesma, depuis le 12 juin 2021